# Dakowy Suche
Dakowy Suche is een plaats in het Poolse district  Poznański, woiwodschap Groot-Polen. De plaats maakt deel uit van de gemeente Buk en telt 420 inwoners.